# Christine-Henriette de Hesse-Rheinfels-Rotenbourg
Christine-Henriette de Hesse-Rheinfels-Rotenbourg (Christine Henriette; 21 novembre 1717 – 1er septembre 1778) est une princesse allemande de la dynastie de Hesse-Rheinfels-Rotenbourg. Elle est princesse de Carignan par son mariage et la mère de la princesse de Lamballe et de Victor-Amédée II de Savoie-Carignan.

## Biographie
Christine Henriette est née à Rotenbourg. Elle est la plus jeune des dix enfants du comte Ernest-Léopold de Hesse-Rheinfels-Rotenbourg et de son épouse la princesse Éléonore de Lowenstein-Wertheim. Sa sœur aînée Polyxène est mariée en 1730 au futur Charles-Emmanuel III de Sardaigne. Une autre de ses sœurs, Caroline, est l'épouse du Premier ministre français Louis IV Henri de Bourbon-Condé jusqu'à sa mort en 1741.
Après le mariage de Polyxène, Christine est fiancée à Louis-Victor de Savoie-Carignan le 4 mai 1740. Il est l'aîné des enfants de Victor-Amédée Ier de Savoie-Carignan et de son épouse Marie-Victoire de Savoie. Les Carignans sont une branche cadette de la maison de Savoie, qui hérite du royaume de Sardaigne et devient roi d'Italie de 1861.
Christine épouse Louis-Victor le 4 mai 1740, à l'âge de 22 ans. L'année suivante, son mari hérite du titre de prince de Carignan, la seigneurie de Carignan ayant appartenu à la Savoie depuis 1418. Le fait qu'il fasse partie du Piémont, à seulement vingt kilomètres au sud de Turin, signifie qu'elle pourrait être une "principauté" pour les cadets de la lignée mais sans l'indépendance, ni les revenus.
Le deuxième enfant de Christine, né au palais Carignan, est nommé Victor-Amédée et est l'arrière grand-père de Victor-Emmanuel II. Sa cinquième fille est la célèbre Marie-Thérèse-Louise, princesse de Lamballe, la meilleure amie de Marie-Antoinette.

Christine est morte au palais Carignan de Turin, dans la nuit du 31 août au 1er septembre 1778, et est suivie trois mois plus tard par son mari. Inhumée d'abord à la cathédrale de Turin, elle est déplacée en 1835 à la basilique de Superga. À sa mort, la Gazette de France publie une petite épitaphe en l'honneur de sa fille, Madame de Lamballe:

Mardi, le 31 du mois dernier, princesse Christine Henriette de Hesse-Rheinfels, épouse de Louis Victor Amédée de Savoie, Prince de Carignan, mourut dans cette ville [Turin], après une longue et douloureuse maladie. Elle est née le 24 novembre 1717.

## Descendance[4]
- La princesse Charlotte de Savoie-Carignan (Turin, 17 août 1742 – 20 février 1794) est morte célibataire; elle est une religieuse;
- Victor-Amédée II de Savoie-Carignan (Turin, 31 octobre 1743 - septembre 1780) marié à Joséphine de Lorraine;
- La princesse Léopoldine de Savoie-Carignan (Turin, 21 décembre 1744 – Rome, 17 avril 1807) épouse Don Andrea IV Doria-Pamphili-Landi, 8e Prince di Melfi;
- La princesse Polyxène de Savoie-Carignan (Turin, 31 octobre 1746 – 20 décembre 1762) meurt, célibataire;
- La princesse Gabrielle de Savoie-Carignan (Turin, le 17 mai 1748 - Vienne, le 10 avril 1828) épouse Ferdinand Philippe Joseph, prince de Lobkowicz, (de la Maison de Lobkowicz);
- Marie-Thérèse-Louise de Savoie-Carignan (Turin, le 8 septembre 1749 – Paris, le 3 septembre 1792) épouse Louis Alexandre de Bourbon, prince de Lamballe; assassinée au cours de la Révolution française;
- Le prince Thomas de Savoie-Carignan (Turin, le 6 mars 1751 – 23 juillet 1753)
- Prince Eugène de Savoie-Carignan, comte de Villafranca (Turin, 21 octobre 1753 – 30 juin 1785) marié (sans approbation dynastique) à Élisabeth Anne Magon de Boisgarin;
- La princesse Catherine de Savoie-Carignan (Turin, le 4 avril 1762 – 4 septembre 1823) mariée à Philippe Colonna, 9e Prince de Paliano.

## Titres
- 21 novembre 1717 – 4 mai 1740 Landgravine Christine de Hesse-Rheinfels-Rotenbourg
- 4 mai 1740 – 4 avril 1741 Son Altesse la Princesse Christine de Savoie-Carignan
- 4 avril 1741 – 1er septembre 1778 Son Altesse la Princesse de Carignan